# Nodobryoria oregana
Nodobryoria oregana är en lavart som först beskrevs av Edward Tuckerman, och fick sitt nu gällande namn av Common & Brodo. Nodobryoria oregana ingår i släktet Nodobryoria och familjen Parmeliaceae.   Inga underarter finns listade i Catalogue of Life.

## Källor

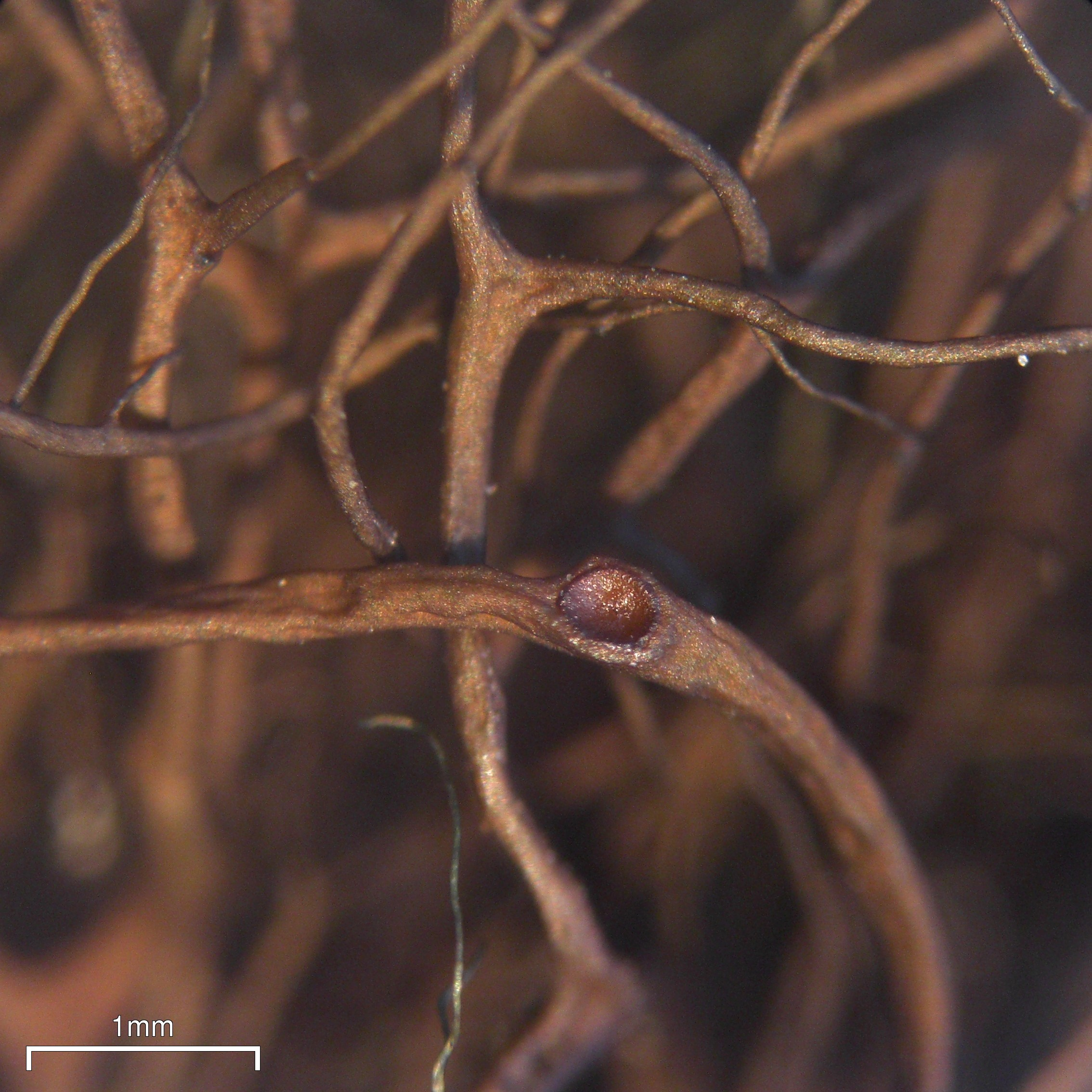